# Martinskirche (Kleingartach)

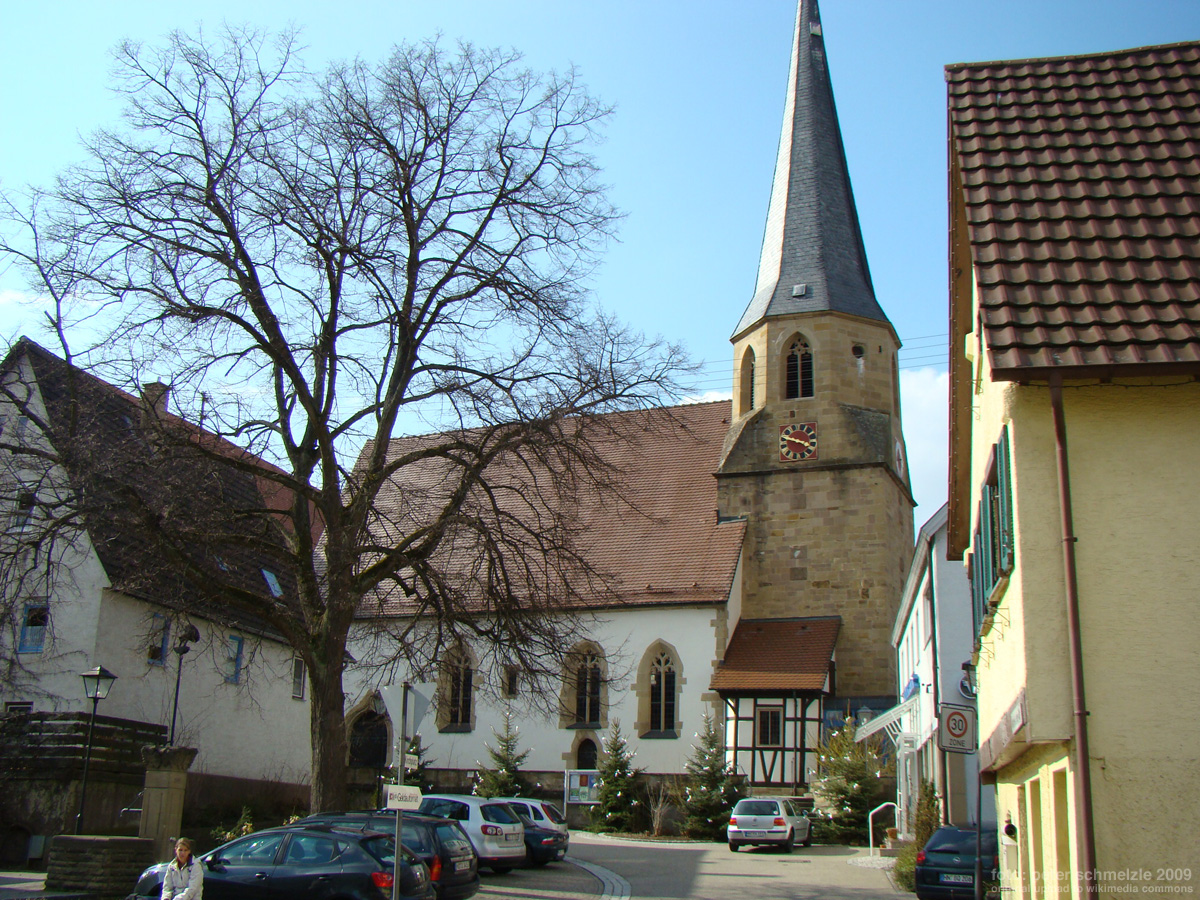
Martinskirche in Kleingartach

Die evangelische Martinskirche in Kleingartach, einem Ortsteil von Eppingen im Landkreis Heilbronn im nördlichen Baden-Württemberg, wurde 1109 erstmals erwähnt und weist im Inneren zahlreiche Fresken aus dem 15. Jahrhundert auf. Sie gehört der Evangelischen Kirchengemeinde Kleingartach im Kirchenbezirk Brackenheim der Evangelischen Landeskirche in Württemberg.

## Geschichte
Das Patrozinium des heiligen Martin weist auf ein hohes Alter der 1109 erstmals erwähnten Kirche hin. Nachdem Kleingartach zur selbständigen Pfarrei erhoben worden war, wurde am bestehenden Chorturm das Langhaus 1468 im Stil der Spätgotik erneuert und erhielt dabei eine Ausmalung mit Bildern aus der Heilsgeschichte und aus dem Leben und der Passion Christi. In der Mitte des 16. Jahrhunderts, nach Einführung der Reformation in Württemberg durch Herzog Ulrich, waren die Fresken nicht mehr erwünscht und wurden auf Grund des herzoglichen Pfingstmontagserlasses vom 5. Juni 1537 als teilweise ärgerliche Bilder abgeschafft (unärgerliche konnten verbleiben) und  übertüncht. 1721 wurden an drei Seiten Emporen eingezogen, die östliche davon oberhalb des niedrigen Bogens zum Turmchor, und auf die Südwandkanzel ausgerichtet. Dadurch erhielt die Martinskirche bis heute den Charakter einer Querkirche. Auch die Fenster der Kirche wurden verändert und 1929 der Turm erneuert. 1955 nahm die Kirche Schaden durch Blitzschlag und musste umfassend renoviert werden, wobei die übertünchten Fresken freigelegt wurden.

## Glocken
Bis zum Ersten Weltkrieg befand sich ein spätestens seit 1714 belegtes, später mehrfach verändertes Dreigeläut im Glockenturm der Martinskirche. Im Ersten Weltkrieg mussten zwei Glocken abgeliefert werden. 1920 wurde anlässlich des Einbaus einer Kirchenuhr eine Stahlglocke ergänzt. 1929 hat die Kirchengemeinde ein neues bronzenes Dreigeläut beschafft, von dem abermals zwei Glocken im Zweiten Weltkrieg abgeliefert werden mussten, so dass nur eine 1929 bei Heinrich Kurtz in Stuttgart gegossene Glocke auf dem Turm verblieb. Auf eine großzügige Stiftung von Berta Walder-Weissert hin wurden 1948 sechs neue Glocken bei Kurtz in Stuttgart beschafft, die mit der verbliebenen Glocke von 1929 das heutige siebenstimmige Geläut bilden. Im Kirchturm befinden sich fünf der sieben Glocken, die beiden anderen erklingen vom Glockentürmchen des nahen Rathauses.